# Turobin (gromada)
Turobin – dawna gromada, czyli najmniejsza jednostka podziału terytorialnego Polskiej Rzeczypospolitej Ludowej w latach 1954–1972.
Gromady, z gromadzkimi radami narodowymi (GRN) jako organami władzy najniższego stopnia na wsi, funkcjonowały od reformy reorganizującej administrację wiejską przeprowadzonej jesienią 1954 do momentu ich zniesienia z dniem 1 stycznia 1973, tym samym wypierając organizację gminną w latach 1954–1972.
Gromadę Turobin z siedzibą GRN w Turobinie utworzono – jako jedną z 8759 gromad na obszarze Polski – w powiecie krasnostawskim w woj. lubelskim na mocy uchwały nr 9 WRN w Lublinie z dnia 5 października 1954. W skład jednostki weszły obszary dotychczasowych gromad Turobin, Elizówka, Olszanka, Przedmieście Szczebrzeszyńskie, Rokitów, Zagroble i Załawcze ze zniesionej gminy Turobin w tymże powiecie. Dla gromady ustalono 27 członków gromadzkiej rady narodowej.
1 lipca 1958 do gromady Turobin włączono obszar zniesionej gromady Żabno oraz wieś Tokary z gromady Gródki w tymże powiecie.
1 stycznia 1960 do gromady Turobin włączono wieś Tarnawa Duża, Tarnawa Mała i Romanówek kol. ze zniesionej gromady Tarnawa Duża oraz kolonię Guzówka ze zniesionej gromady Guzówka w tymże powiecie.
1 stycznia 1962 do gromady Turobin włączono obszar zniesionej gromady Grudki w tymże powiecie.
Gromada przetrwała do końca 1972 roku, czyli do kolejnej reformy gminnej. 1 stycznia 1973 w powiecie krasnostawskim reaktywowano gminę Turobin (od 1999 gmina Turobin znajduje się w powiecie biłgorajskim w woj. lubelskim).